# Adam Jabłoński
Adam Jabłoński (ur. 7 lutego 1994) – polski lekkoatleta specjalizujący się w biegach sprinterskich. 
W 2011, startując w biegu na 200 metrów, osiągnął półfinał mistrzostw świata juniorów młodszych oraz zajął 4. miejsce podczas olimpijskiego festiwalu młodzieży Europy. W 2012 wszedł w skład polskiej sztafety 4 × 100 metrów, która była czwarta na juniorskich mistrzostwach świata w Barcelonie. Rok później, wraz z kolegami z reprezentacji, sięgnął po złoto mistrzostw Europy juniorów w Rieti.
Medalista mistrzostw Polski juniorów.

## Osiągnięcia
| Rok  | Impreza                               | Miejsce         | Konkurencja             | Pozycja    | Wynik |
| ---- | ------------------------------------- | --------------- | ----------------------- | ---------- | ----- |
| 2011 | Mistrzostwa świata juniorów młodszych | Lille Metropole | bieg na 200 metrów      | półfinał   | 21,56 |
| 2011 | Olimpijski festiwal młodzieży Europy  | Trabzon         | bieg na 100 metrów      | półfinał   | 10,91 |
| 2011 | Olimpijski festiwal młodzieży Europy  | Trabzon         | bieg na 200 metrów      | 4. miejsce | 21,58 |
| 2012 | Mistrzostwa świata juniorów           | Barcelona       | sztafeta 4 × 100 metrów | 4. miejsce | 39,47 |
| 2013 | Mistrzostwa Europy juniorów           | Rieti           | bieg na 200 metrów      | półfinał   | 21,55 |
| 2013 | Mistrzostwa Europy juniorów           | Rieti           | sztafeta 4 × 100 metrów | 1. miejsce | 39,80 |

## Rekordy życiowe
- bieg na 100 metrów – 10,79 (4 czerwca 2011, Warszawa)
- bieg na 200 metrów – 21,41 (4 lipca 2013, Kraków)